# Ава (Міссурі)
Ава (англ. Ava) — місто (англ. city) в США, в окрузі Дуглас штату Міссурі. Населення — 2894 особи (2020).

## Географія
Ава розташована за координатами 36°57′23″ пн. ш. 92°39′57″ зх. д. / 36.95639° пн. ш. 92.66583° зх. д. (36.956321, -92.665767).  За даними Бюро перепису населення США в 2010 році місто мало площу 8,56 км², з яких 8,55 км² — суходіл та 0,01 км² — водойми.

## Демографія
Згідно з переписом 2010 року, у місті мешкали 2993 особи в 1296 домогосподарствах у складі 753 родин. Густота населення становила 350 осіб/км².  Було 1494 помешкання (175/км²).
Расовий склад населення:
| - 97,6 % — білих - 0,5 % — корінних американців - 0,2 % — азіатів - 0,1 % — чорних або афроамериканців |

До двох чи більше рас належало 1,4 %. Частка іспаномовних становила 1,0 % від усіх жителів.
За віковим діапазоном населення розподілялося таким чином: 22,8 % — особи молодші 18 років, 54,3 % — особи у віці 18—64 років, 22,9 % — особи у віці 65 років та старші. Медіана віку мешканця становила 40,8 року. На 100 осіб жіночої статі у місті припадало 79,8 чоловіків;  на 100 жінок у віці від 18 років та старших — 76,2 чоловіків також старших 18 років.
Середній дохід на одне домашнє господарство  становив 30 830 доларів США (медіана — 21 235), а середній дохід на одну сім'ю — 39 284 долари (медіана — 30 609). Медіана доходів становила 23 480 доларів для чоловіків та 19 718 доларів для жінок. За межею бідності перебувало 34,9 % осіб, у тому числі 55,3 % дітей у віці до 18 років та 12,6 % осіб у віці 65 років та старших.
Цивільне працевлаштоване населення становило 932 особи. Основні галузі зайнятості: освіта, охорона здоров'я та соціальна допомога — 20,3 %, роздрібна торгівля — 16,7 %, виробництво — 11,6 %, будівництво — 9,5 %.